# Pier Luigi Pizzi
Pour les articles homonymes, voir Pizzi.
Pier Luigi Pizzi, né le 15 juin 1930 à Milan, est un metteur en scène, scénographe et costumier italien.

## Biographie
Pier Luigi Pizzi est né à Milan et a obtenu un diplôme en architecture au Politecnico de Milan. Contre la volonté de son père sceptique, il a commencé à travailler au théâtre en 1951 avec Giorgio Strehler, puis au Teatro Tommaseo à Gênes, où il a joué quelque temps avec Giorgio De Lullo et sa troupe de théâtre « Compagnia dei Giovani ». Par la suite, il a collaboré pendant de nombreuses années comme concepteur de mise en scène et de costumes avec le réalisateur Luca Ronconi sur des pièces de théâtre et des opéras.
En 1977, Pier Luigi Pizzi a fait ses débuts comme un directeur d'opéra avec Don Giovanni à Turin. D'autres productions d'opéra suivirent où il dessina aussi bien les décors et que les costumes.
Pier Luigi Pizzi a travaillé dans les principales salles de spectacle : La Scala, Burgtheater à Vienne, Opéra d'État de Vienne, Palais Garnier à Paris, Royal Opera House, Covent Garden, Bayerische Staatsoper à Munich, Arène de Vérone; salles d'opera de Florence, Naples, Palerme, Parme, Reggio d'Émilie, La Fenice à Venise.
Il a créé de nombreuses productions pour le Rossini Opera Festival de Pesaro, où il a collaboré pendant de nombreuses années.
En 1990, Pizzi inaugure l'Opéra Bastille rénové avec sa production Les Troyens. En décembre 2004, il a réalisé les décors et les costumes pour L'opéra Europa riconosciuta d'Antonio Salieri pour la réouverture de la Scala rénovée, où il collabore à nouveau après environ vingt années de rupture avec le réalisateur Luca Ronconi.
En octobre 2005, Pier Luigi Pizzi est nommé directeur artistique du Sferisterio Opera Festival de Macerata, où il a travaillé auparavant comme réalisateur.
Pier Luigi Pizzi est Chevalier de la Légion d'honneur et Commandeur de l'Ordre du Mérite culturel (Monaco) (2006).

## Travaux
Sauf indication contraire, Pizzi est responsable de la direction, des décors et des costumes.
- Maria Stuarda (1967, De Lullo metteur en scène, Francesco Molinari-Pradelli chef d'orchestre)
- Le Déchaîné (Lo scatenato) de Franco Indovina
- La fille qui ne savait pas dire non (1968, Franco Brusati, réalisateur)
- Carmen (1970, Ronconi metteur en scène, Arena di Verona)
- Les Bacchantes ( Euripide; 1973, Ronconi directeur, Burgtheater)
- Die Walküre (1974, Ronconi metteur en scène, Wolfgang Sawallisch conducteur, La Scala)
- Aida (1974, De Lullo directeur, Claudio Abbado chef d'orchestre, La Scala)
- La forza del destino (1974, Luigi Squarzina, metteur en scène, Riccardo Muti chef d'orchestre, Vienna State Opera 1974)
- Così fan tutte (1975, Giuseppe Patroni Griffi metteur en scène, Karl Böhm chef d'orchestre, La Scala)
- Don Giovanni (1977, Turin)
- Les martyrs (1978, Alberto Fassini, metteur en scène, Gianluigi Gelmetti chef d'orchestre, Venise)
- Parisina (Pietro Mascagni; 1978, Gianandrea Gavazzeni chef d'orchestre, Rome)
- Fist (1980, Bavarian State Opera)
- Tancredi (1982, Gelmetti metteur en scène, Pesaro)
- Mosè in Egitto (1983, Claudio Scimone metteur en scène, Pesaro; plus Pesaro 1985 et Rome 1988)
- Hippolyte et Aricie (1983, John Eliot Gardiner chef d'orchestre, Aix-en-Provence ; plus Paris 1985, William Christie chef d'orchestre)
- L'Orfeo (1984, Florence)
- Alceste (1984, Genève; plus Paris 1985)
- I Capuleti e i Montecchi (1984, Riccardo Muti chef d'orchestre, Covent Garden)
- Rinaldo (1985, Charles Farncombe chef d'orchestre)
- Bianca e Falliero (1986, Donato Renzetti chef d'orchestre)
- Otello (1988, John Pritchard chef d'orchestre, Pesaro; plus Chicago 1992)
- Don Carlo (1989, Abbado conducteur, Vienna State Opera)
- Les Troyens (1990, Chung Myung-whun chef d'orchestre, Paris)
- Les Danaïdes (Salieri; 1990, Claudio Scimone chef d'orchestre, Ravenne)
- Castor et Pollux (1991, Christie chef d'orchestre, Aix-en-Provence)
- Armide (1992, Marc Minkowski, chef d'orchestre, Château de Versailles)
- La nascita di Orfeo de Lorenzo Ferrero, 1996, Teatro Filarmonico, Vérone.
- Aida (1999, Arena di Verona)
- L'Europa riconosciuta (2004, Ronconi directeur, Muti chef d'orchestre, La Scala (réouverture)
- Euryanthe (2004, Gérard Korsten chef d'orchestre, Teatro lirico de Cagliari
- La Gioconda (Amilcare Ponchielli; 2005, Arena di Verona)
- A Midsummer Night's Dream (2006, Ion Marin chef d'orchestre, Madrid)
- L'Orfeo (2008, William Christie chef d'orchestre, Les Arts Florissants, Madrid)
- Alceste, version de Vienne, 1767 (2015, Guillaume Tourniaire, La Fenice, Venise) [2]